# Менака Гурусвами
Менака Гурусвами е индийска общественичка и юристка.
Родена е на 27 ноември 1974 година в Хайдарабад в семейството на държавен чиновник. Завършва право в Националното правно училище в Бангалор (1997) и Оксфордския университет (2000), след което защитава магистратура в Харвардския университет, а през 2015 година и докторат в Оксфордския университет.
Работи като адвокат, като води редица известни дела в индийския върховен съд, включително завършилото през 2018 година дело, довело до обявяване за неконституционна на криминализацията на хомосексуалния секс.
Гурусвами има връзка с адвокатката Арундхати Катджу.